# Gundelsheim (Baden-Württemberg)
Gundelsheim è un comune tedesco di 7 468 abitanti, situato nel land del Baden-Württemberg.
Il suo territorio è bagnato dal fiume Jagst.